# Gian-Carlo Coppola
Gian-Carlo Coppola (ur. 17 września 1963 w Los Angeles, zm. 26 maja 1986 w Annapolis) – amerykański aktor i producent filmowy.

## Życiorys

### Wczesne życie
Gian-Carlo Coppola urodził się w Los Angeles jako najstarsze z trojga dzieci scenarzystki, producentki i operatorki filmowej Eleanor Coppoli (z domu Neil) i reżysera Francisa Forda Coppoli. Dorastał z młodszym rodzeństwem – bratem Romanem (ur. 22 kwietnia 1965) i siostrą Sofią Carminą (ur. 14 maja 1971).

### Kariera
Podobnie jak jego brat i siostra, Gian-Carlo Coppola często grał w filmach wyreżyserowanych przez ich ojca m.in. Ojciec chrzestny, Rozmowa, Czas apokalipsy i Rumble Fish, następnie był producentem do filmów Rumble Fish i Outsiderzy oraz asystentem reżysera do filmu Cotton Club.
W Ojcu chrzestnym, grał wraz ze swoim bratem Romanem synów jednej z postaci, Toma Hagena kreowanej przez Roberta Duvalla, gdzie w scenie pogrzebu Vito Corleone stali za Robertem Duvallem i Alem Pacino.

### Śmierć
Gian-Carlo Coppola zginął w wypadku motorówki w dniu 26 maja 1986 w Annapolis w stanie Maryland w wieku 22 lat. Griffin O’Neal, syn Ryana O’Neala, który pilotował motorówkę, próbował przejechać między dwoma jachtami, nie zdając sobie sprawy, że oba jachty były połączone liną holowniczą. O’Neal zdążył uniknąć zderzenia z liną, a Coppola uderzył w nią i zginął na miejscu. W czasie wypadku, O’Neal był na planie filmu Francisa Ford Coppoli Kamienne ogrody (Gardens of Stone, 1987). Późniejsze badania wykazały, że O’Neal w chwili wypadku był pod wpływem narkotyków. O’Neal został później oskarżony o nieumyślne spowodowanie śmierci, za co został skazany w 1987 roku na karę 1,5 roku więzienia i 200 dolarów grzywny.

## Życie prywatne
Gian-Carlo Coppola był zaręczony z Jacqui de la Fontaine, z którą planował się pobrać. W chwili jego śmierci, była ona w drugim miesiącu ciąży. Ich jedyna córka Gian-Carla „Gia” Coppola (ur. 1 stycznia 1987 w Los Angeles) została wyróżniona w 2011 roku październikowym numerze amerykańskiego magazynu „Elle” mianem „Reżysera Młodego Pokolenia”.
Francis Ford Coppola wyreżyserował w 1988 roku film Tucker. Konstruktor marzeń, który poświęcił pamięci tragicznie zmarłego syna z powodu jego miłości do samochodów.